# Gross Magyar Ifjusági Könyvtára
A Gross Magyar Ifjusági Könyvtára 19. századi magyar ifjúsági szépirodalmi könyvsorozat, amelyet Kisfaludi Tóbiás Vince szerkesztett. Az egyes kötetek Gross kiadásában jelentek meg Győrött 1880 és 1884 között, és a következők voltak:
- 1. Hoffmann Ferencz. A régi jó időkből. Németből szabadon átdolgozta Kasztner Janka. (102 l.)
- 2. Klotka Gy. dr. Lázadás Kairóban. Történeti elbeszélés Bonaparte egyptomi hadjáratából 1798-ban. Az ifjuság és nép számára. Szabadon átdolgozta dr. Németh Antal. (130 l.)
- 3. Grüson Paulin. A bánat kiengesztel. Németből szabadon átdolgozta Halbik Ciprián. (128 l.)
- 4. Grüson Paulin. Borcs néni. Németből szabadon átdolgozta Halbik Ciprián. (45 l.)
- 5. Sikor József dr. Pártos Matyi. Elbeszélés gyermekek számára. (110 l.)
- 6. Edwards Miss. A kincses szigetek felfedezése. Angolból forditotta Dunay Ferencz. (82 l.)
- 7. Hoffmann Ferencz. Mózsele. (Nem más, mint Mózes név kicsinyitve.) Elbeszélés. Ford. Tomor Ilona. (128 l.)
- 8. Buchenhorst örökösei. Elbeszélés. Nagy Ottó korából. Németből szabadon átdolgozta Halbik Ciprián. (108 l.)
- 9. Hoffmann Ferencz. Ne lopj! Elbeszélés az ifjuság számára. Németből szabadon átdolgozta dr. Kapossy Luczián. (71 l.)
- 10. Baron Richard. A végrendelet. Elbeszélés az ifjuság számára. Németből átdolgozta Halbik Ciprián. (128 l.)
- 11. Aurélia. A mostohaleány. Elbeszélés. Németből szabadon átdolg. Schön Bernát. (146 l.)
- 12. Sikor József dr. A révfalusi honvéd. Eredeti elbeszélés. (148 l.)
- 13. Spitzer Ignácz. A szorgalom jutalma. Elbeszélés. Német után szabadon átdolgozva. (11 l.)
- 14. Grandmaison-y Brunó. Az Ainay-le Vieuix-i torony. Francziából szab. átdolgozta Szentmihályi Ilona. (45 l.)
- 15. Stoller Károly Mtr. Az árvák atyja. Eredeti elbeszélés az ifjuság számára. (140 12 l.)
- 16. Baron Richard. Az anya ékszere. Elbeszélés. Átdolgozta Sebők Arkád. (152 l.)
- 17. Szentmihályi Ilonka. A kandalló mellett. Angolból szab. átdolg. – Aurélie. A kis gazdasszony. Szinmű 1 felvonásban. Ford. Szentmihályi Ilonka. – Aurélie. A bányarém. Vigjáték 1 felv. Németből ford. dr. Kapossy Luczián. (82, 32, 54 l.)
- 18. Baron Richard. Ember tervez, Isten végez. Elbeszélés az ifjuság számára. Németből ford és a magyar viszonyokhoz alkalmazta Tomor Ilona. – Sikor Margot. Egy kis árva története. Eredeti elbeszélés. (104. 48 l.)
- 19. Baron Richard. Gyula és Mari vagy a gyermeki szeretet hatalma és dicsősége. Elbeszélés az ifjuság számára. Németből ford. Kasztner Janka. (124 l.)
- 20. Schönberger Mór. Borura derü. Elbeszélés az ifjuság számára. Németből átdolgozva. (101, 37 l.)
- 21. Jenő herczeg a török iga megdöntője. Történelmi elbeszélés az ifjuság számára. Németből átdolgozta Sebők Árkád. (200 l.)
- 22. Bánfi János. A barlang titka. Elbeszélés. (144 l.)
- 23. Bánfi János. Jani és Nani. Elbeszélés. (113 l.)
- 24. Bánfi János. Egyenes és görbe utakon. – Egy szegény kis fiu története. (155 l.)
- 25. Schön Bernát. Bódog. Elbeszélés az ifjuság szám. (103 l.)